# Sportverein Achomitz

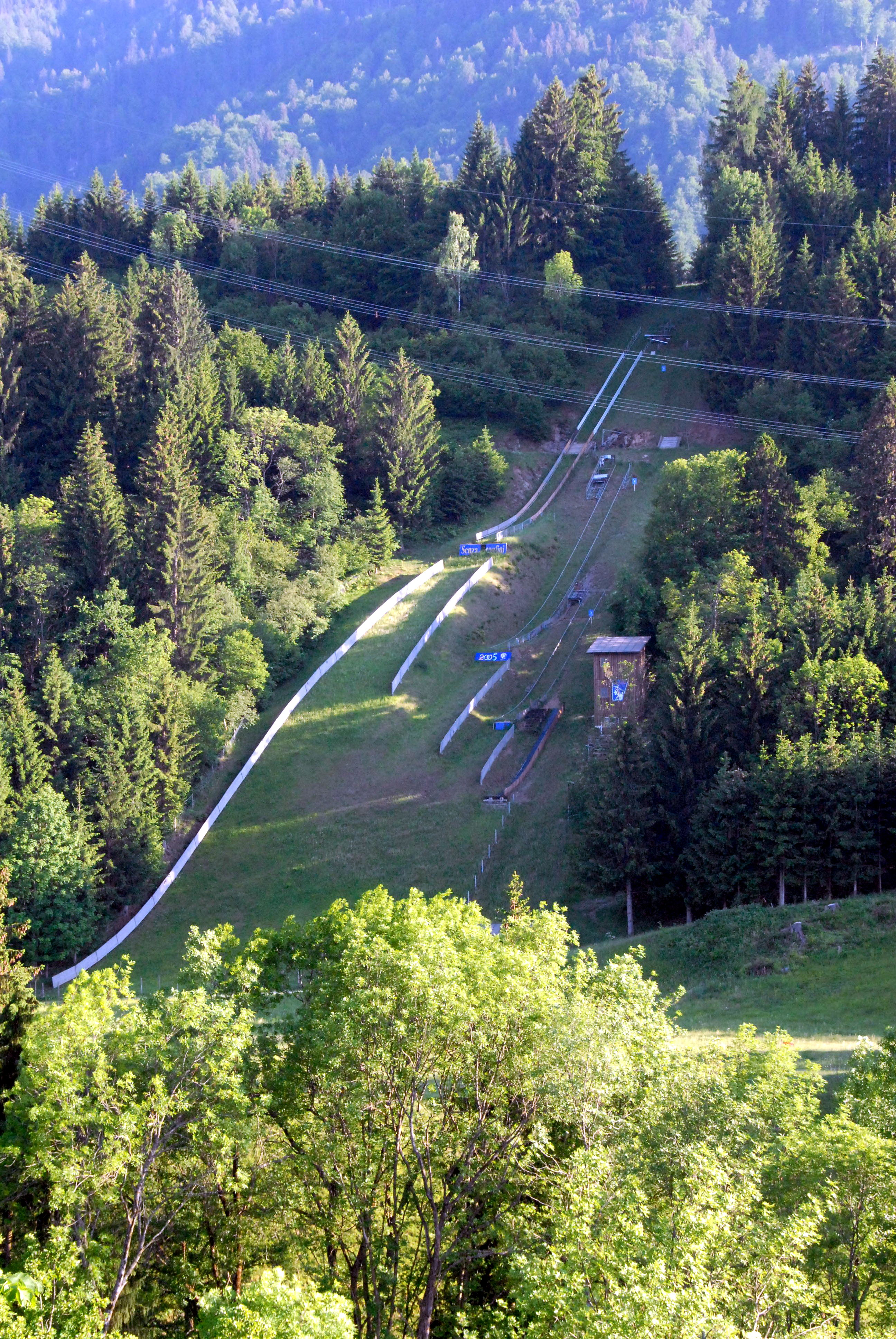
Natursprunganlage Achomitz

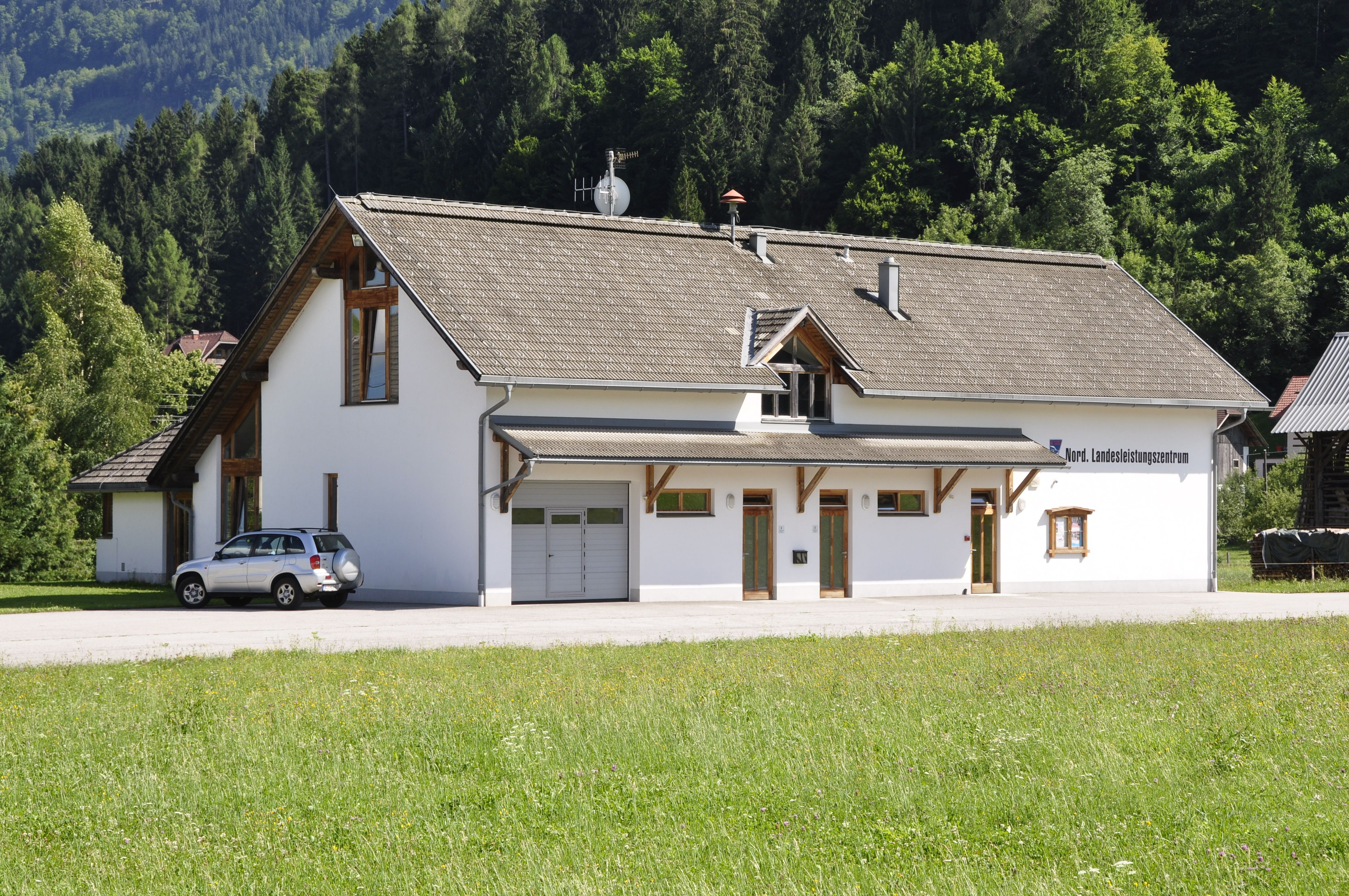
Vereinsheim/Nordisches Landesleistungszentrum

Der Sportverein Achomitz (slowenisch Športno Društvo Zahomc) ist ein Wintersportverein im Hohenthurner Ortsteil Achomitz. Er ist Träger der Natursprunganlage Achomitz und unterstützt Sportler in den Disziplinen Skispringen, Nordische Kombination und Langlaufen. Der Verein pflegt die Zweisprachigkeit des unteren Gailtales.
Die Initiative zum Bau der Schanze und in der Folge zur Vereinsgründung geht auf den Laibacher Schispringer und Ingenieur Janez Gorišek, den slowenischen Ingenieur Stanko Bloudek (Erbauer der Bloudkova Velikanka in Planica) und den Achomitzer Janko Wiegele zurück. Letzterer galt durch Jahrzehnte als treibende Kraft hinter dem Verein. 1953 wurde eine 30-m-Schanze errichtet und der Verein eingetragen. 1962 wurde eine 60-m-Schanze errichtet. 1969 wurde mit Sepp Gratzer erstmals ein Vereinsspringer österreichischer Meister. Die 1970er-Jahre waren die erfolgreichste Phase, als es bei den Olympischen Winterspielen 1976 für Karl Schnabl Gold und Bronze gab. Bei den Nordischen Skiweltmeisterschaften 1982 erreichte Hans Wallner Silber im Team auf der Großschanze. 1994 wurde das Nordische Landesleistungszentrum in Achomitz eingerichtet, was seither dem Verein als Platzhirsch Impulse gibt. Es wurde eine Mädchengruppe aufgebaut und Langlaufen und Nordische Kombination ins Vereinsprogramm aufgenommen. 1998 entstand ein neues Vereinsheim im gemeinsamen Sport- und Feuerwehrhaus.

## Sportler
- Tanja Drage (* 1987)
- Tomaž Druml (* 1988)
- Sepp Gratzer (* 1955)
- Stefan Kaiser (Skispringer) (* 1983)
- Hans Millonig (* 1952)
- Karl Schnabl (* 1954)
- Sonja Schoitsch (* 1997)
- Julijan Smid (* 2003)
- Katrin Stefaner (* 1987)
- Daniel Tschofenig (* 2002)
- Hans Wallner (Skispringer) (* 1953)
- Franz Wiegele (Skispringer) (* 1965)
- Lisa Wiegele (* 1995)

## Belege
1. ↑  SV Achomitz / SD Zahomc: Vereinsgeschichte. In: achomitz-zahomc.at. Abgerufen am 20. September 2018.
2. ↑  60 Jahre SV Achomitz/Zahomc – unsere Springerhochburg – Landesskiverband Kärnten. In: skiverband-kaernten.at. Archiviert vom Original (nicht mehr online verfügbar) am 28. Februar 2021; abgerufen am 20. September 2018.  Info: Der Archivlink wurde automatisch eingesetzt und noch nicht geprüft. Bitte prüfe Original- und Archivlink gemäß Anleitung und entferne dann diesen Hinweis.
3. ↑  SV Achomitz / SD Zahomc: Unser Werden. In: achomitz-zahomc.at. Abgerufen am 20. September 2018.
4. ↑  Große Sprünge eines kleinen Dorfes. In: Kleine Zeitung. Abgerufen am 20. September 2018.

Koordinaten: 46° 34′ 10,7″ N, 13° 36′ 21,6″ O